# Stomoxys stigma
Stomoxys stigma är en tvåvingeart som beskrevs av Fritz Isidore van Emden 1939.
Stomoxys stigma ingår i släktet Stomoxys och familjen husflugor. Inga underarter finns listade i Catalogue of Life.